# Union Airways
Union Airways de Sudáfrica fue la primera aerolínea de la actual Sudáfrica. Operó como compañía independiente durante cinco años, desde 1929 hasta 1934, antes de que el gobierno asumiera su control bajo el nombre de South African Airways.

## Historia
Union Airways fue fundada por el mayor Allister Miller, un as de la aviación de la Primera Guerra Mundial, que había reclutado a unos 2000 sudafricanos para el servicio en la Royal Air Force. La palabra "Union" hacía referencia al nombre oficial del país en aquel momento: Union of South Africa (Unión Sudafricana)
La financiación de la compañía provenía de la Atlantic Refining Company, y estaba también apoyada por un pequeño subsidio del gobierno. Su sede se encontraba al principio en Fairview, en Port Elizabeth, pero se trasladó más tarde a Stamford Hill en Durban. Los colores corporativos eran el rojo y el amarillo, y el logotipo era un escudo que representaba un estilizado avión. 
Union Airways se dedicó principalmente al transporte de correo, pero a partir de 1930 también transportó pasajeros.
Su flota la sumaban inicialmente cinco De Havilland DH.60 Moth. Se añadieron un Fokker Super Universal y dos De Havilland DH.80 Puss Moth en 1930, pero estos tres aparatos se perdieron en sendos accidentes durante 1931, produciéndose víctimas mortales en dos de ellos.
Para reemplazarlos, Union Airways adquirió algunos Junkers a South West African Airways, que era propiedad de la Junkers Corporation de Alemania. En 1932, UA y SWAA se unieron, aunque siguieron operando con sus respectivos nombres. Más tarde, en ese mismo año, el dramaturgo irlandés George Bernard Shaw celebró su septuagésimo quinto cumpleaños realizando un vuelo en uno de aquellos Junkers. En 1933, Union Airways puso un Junkers a disposición del primer ministro, el mariscal Jan Smuts, para la gira de su campaña electoral.
El gobierno sudafricano adquirió Union Airways en 1934, y le cambió el nombre por South African Airways.

### Rutas
La operación comenzó como un servicio de entrega de correo aéreo, con un contrato gubernamental para transportar correo aéreo entre Ciudad del Cabo y los principales centros de Sudáfrica. El correo se recogía de los barcos de vapor Union Castle de Gran Bretaña que atracaban en el puerto de Ciudad del Cabo los lunes por la mañana y se transportaba a Puerto Elizabeth en un solo De Havilland DH.60 Moth. En Puerto Elizabeth esperaban dos Moth más para continuar el servicio, uno para transportar correo a Bloemfontein y Johannesburgo y el otro a East London y Durban. El 29 de agosto se puso en funcionamiento el primer servicio de regreso, que llegó a Ciudad del Cabo a tiempo para el barco de vapor que partía con destino al Reino Unido.
Union Airways transportó a su primer pasajero de Ciudad del Cabo a East London el 3 de septiembre de 1929. La aerolínea también se encargó del transporte de personas enfermas en vuelos de ayuda humanitaria (no programados; con rutas y horarios según fuera necesario).
A medida que aumentaba el tráfico de correo y pasajeros, Miller compró un avión monomotor Fokker Super Universal que podía transportar seis pasajeros; este avión entró en servicio el 29 de mayo de 1930. El siguiente tipo de avión en entrar en servicio con Union Airways fueron dos De Havilland DH.80 Puss Moth. Estos aviones podían transportar dos pasajeros en una cabina cerrada y reemplazaron a algunos de los Moth, que habían sido vendidos o dados de baja.
Un Puss Moth se estrelló cerca de Sir Lowry's Pass, a las afueras de Ciudad del Cabo, y murieron el piloto y dos pasajeros. El Fokker Super Universal se estrelló en Kayser's Beach, cerca de East London, el 31 de diciembre de 1931 (no hubo heridos).
Imperial Airways comenzó a operar un servicio regular desde Inglaterra a Sudáfrica el 20 de febrero de 1932. Al principio, solo se transportaba correo aéreo, luego se transportaron pasajeros y el viaje duraba once días.

### Eventos posteriores
Union Airways no fue rentable durante sus operaciones. Junkers South Africa Pty (Ltd), que poseía y operaba South West African Airways, compró una participación sustancial en Union Airways. Se alquiló un Junkers F 13 totalmente de metal a SWA Airways y pronto estuvo operando en lugar del Fokker averiado. Más aviones Junkers siguieron en forma de aviones F13 y W34 y más tarde también se unió a la flota un Junkers A 50. El servicio de correo aéreo de Imperial desde Gran Bretaña a Ciudad del Cabo se enrutaba a través del aeropuerto de Rand (el principal aeropuerto de Johannesburgo desde 1931 a 1948) y Kimberley y esto hizo innecesario el servicio de correo aéreo de Union Airways desde Ciudad del Cabo a Johannesburgo. El transporte de correo aéreo desde Durban a Johannesburgo y desde Durban a Ciudad del Cabo se concedió a Union Airways. El crecimiento de pasajeros en el servicio Durban-Johannesburgo creció de manera constante, culminando en un vuelo diario. Esto obligó a la aerolínea a trasladar su base de Puerto Elizabeth a Durban. El mayor Miller también realizó un pedido de tres aviones Junkers Ju 52/3m, un avión de pasajeros totalmente metálico con tres motores que podía transportar hasta 18 pasajeros.
Cuando uno de los aviones Junkers W 34 se estrelló en condiciones meteorológicas adversas cerca de la ciudad de Eshowe a finales de 1933, dos tripulantes y tres pasajeros murieron (un pasajero sobrevivió). Esto fue un duro golpe para la aerolínea y obligó a Miller a acercarse al gobierno sudafricano para que se hiciera cargo de la operación.
El gobierno sudafricano se hizo cargo de los activos y pasivos de Union Airways el 1 de febrero de 1934. Esto incluía 40 miembros del personal y tres Junkers F 13, un DH.60 Moth, un DH.80 Puss Moth, un Junkers F 13 y un Junkers A 50 alquilados. La aerolínea se llamó South African Airways y quedó bajo el control de la administración de Ferrocarriles y Puertos de Sudáfrica. South African Airways cumplió con el pedido de los tres aviones Junkers Ju 52/3m.

## Flota histórica
| Aeronaves                    | Total | Introducido | Retirado | Matrículas                              |
| ---------------------------- | ----- | ----------- | -------- | --------------------------------------- |
| De Havilland DH.60 Moth      | 5     | 1929        | 1934     | ZS-ABH, ZS-ABI, ZS-ABJ, ZS-ABK y ZS-ABL |
| De Havilland DH.80 Puss Moth | 2     | 1930        | 1934     | ZS-ACD                                  |
| Fokker Super Universal       | 1     | 1930        | 1934     | ZS-ABR                                  |
| Junkers A 50                 | 1     | 1932        | 1934     | ZS-ACJ                                  |
| Junkers F 13                 | 4     | 1930        | 1934     | ZS-ABU, ZS-AEN, ZS-ADR y ZS-AEA         |
| Junkers Ju 52/3m             | 3     | 1934        | 1934     | ZS-AFA, ZS-AFB y ZS-AFC                 |
| Junkers W 34                 | 2     | 1933        | 1934     | ZS-AEB y ZS-AEC                         |